# Arturo Pavón Jiménez
Arturo Pavón Jiménez (El Viso del Alcor, 3 de març de 1974) és un exfutbolista andalús, que jugava com a defensa.

## Trajectòria
Es va formar a les categories inferiors del Sevilla FC, tot passant pels diferents equips fins a debutar en primera divisió en la 95/96, jugant dos partits. A l'any següent hi jugaria altres dos. En aquest període, també va marxar cedit a l'Elx CF.
La temporada 98/99 juga a la Segona Divisió amb el CD Badajoz, tot i que amb prou feines compta. Després d'uns anys en Segona B amb el Granada, retorna a la categoria d'argent a les files del Polideportivo Ejido. L'andalús serà titular en estos tres anys en Segona, tot i que la seua aportació serà de més a menys.
Al final de la temporada 03/04 deixa Ejido. Posteriorment militarà en equips de la Segona B, com l'Algesires o el Linares.